# Corporate Capability Management
Unter Corporate Capability Management (CCM) versteht man einen gesamtheitlichen Ansatz zur Aktivierung von Mitarbeiterpotentialen. Hierbei werden die Best Practices aus verschiedenen klassischen Ansätzen wie unter anderem dem kontinuierlichen Verbesserungsprozess, dem Ideenmanagement, dem Innovationsmanagement oder dem betrieblichen Vorschlagswesen gebündelt.
Beim CCM wird neben der Verbesserung von
- Prozess (Effizienzsteigerung)
- Produkt (Produktverbesserung, Produktneuheit)
- Service (neue Dienstleistung, Anpassung der Serviceprozesse)

auch die Verbesserung der
- Organisation (Außenauftritt, Verhaltensweise bzw. Kulturänderung)

angestrebt.
Der Prozess zur Findung von Verbesserungsvorschlägen ist zyklisch gesteuert und wird methodisch unterstützt.
- zyklisch: Gewährleistung einer kontinuierlichen Generierung von Verbesserungsvorschlägen
- methodisch: methodische Vorgehensweise bei der Entwicklung von Verbesserungsvorschlägen